# Famille Perrée de La Villestreux
 (janvier 2023).
Si vous disposez d'ouvrages ou d'articles de référence ou si vous connaissez des sites web de qualité traitant du thème abordé ici, merci de compléter l'article en donnant les références utiles à sa vérifiabilité et en les liant à la section « Notes et références ».
La famille Perrée de La Villestreux est une famille éteinte de la noblesse française, originaire de Bretagne. Ayant donné de nombreux marins, elle s'est éteinte en 1970.

## Historique
La famille Perrée de La Villestreux est originaire de Bretagne.
La famille s'éteinte en 1970 en la personne de Paul de La Villestreux.

## Personnalités
- Pierre Perrée du Coudray de la Villestreux (1656-1742)
- Luc de La Haye de La Villestreux (1652-1695)
- Nicolas Perrée de La Villestreux
- Olivier Perrée de La Villestreux (1828-1911), diplomate, ministre plénipotentiaire de France en Italie
- Edgar Perrée de La Villestreux (1856-1949), général de cavalerie

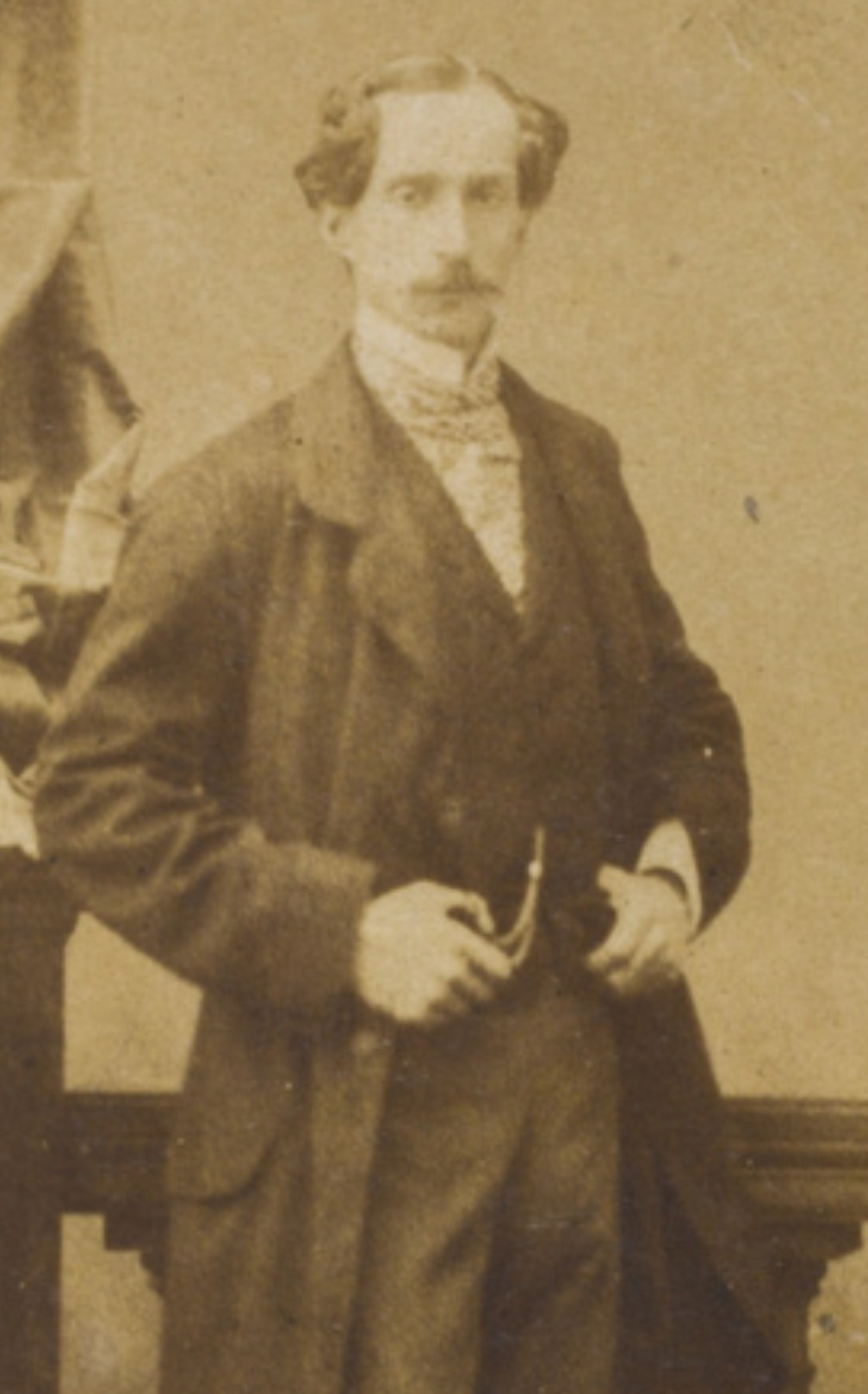
Olivier Perrée de La Villestreux (1828-1911)

## Armes
| Image | |
| ----- | --- |
|       | Armes modernes De gueules au chevron d'or, accompagné en chef de deux étoiles et en pointe d'une ancre, le tout du même. |

## Possession
- Hôtel de La Villestreux